# Bekennende Kirche
De Bekennende Kirche (Duits voor Belijdende kerk) was een christelijke verzetsbeweging in nazi-Duitsland. In 1933 werden de protestantse kerken gedwongen te fuseren tot Deutsche Reichskirche, ook bekend als de Deutsche Evangelische Kirche. Tevens moesten niet-Ariërs hun ambten in de kerk opgeven.
Als reactie hierop werd in september van dat jaar de ondergrondse Bekennende Kirche opgericht. In 1934 gaf een groep voorgangers de Verklaring van Barmen uit waarbij zij Christus en de Bijbel als hun bronnen aangaven en staatsingrijpen afwezen. De voornaamste auteur van deze verklaring, ook wel Barmer Thesen genoemd, was Karl Barth.
Sommige leiders van de Bekennende Kirche, zoals Martin Niemöller en Dietrich Bonhoeffer, werden opgesloten in concentratiekampen. Een aantal van hen kwam om het leven. De Bekennende Kirche was betrokken bij een aantal vormen van verzet, met name bij het verbergen van Joden.

## Historische achtergrond
Sinds de Vrede van Augsburg in 1555 was het de gewoonte dat het gebied het geloof aanhing van de heerser van dat gebied. Deze regel staat ook bekend als de Cuius regio, eius religio. De protestantse kerk was daarom verdeeld in geografische regio's. Elke regionale kerk (Landeskirche) werd financieel en materiaal gesteund door de plaatselijke vorst. Er was dus maar beperkt sprake van scheiding tussen kerk en staat.
In de nasleep van de Eerste Wereldoorlog stonden er nieuwe leiders op. De conservatieve kerkleiders hadden voor een belangrijk deel te maken met socialisten. Velen van hen waren voorstander van de scheiding van kerk en staat. In 1918 werd Adolph Hoffmann benoemd tot de Pruisische minister van Onderwijs en Kerkelijke instellingen. Hij wilde een aantal nieuwe wetten invoeren waaronder het stoppen met het subsidiëren van kerken door de overheid, de inbeslagname van kerkeigendom (met name land en onroerend goed), het afschaffen van theologie als studie op de universiteiten, afschaffing van het schoolgebed, het weren van religieuze regels op scholen en het niet langer bijwonen van religieuze diensten door schoolklassen.
Hoffmann was door de zware protesten van zowel protestantse als van Rooms-katholieke kant gedwongen af te treden. Er werd uiteindelijk een compromis gesloten. De kerken zouden niet langer de status hebben van staatskerken, maar ze kregen wel de status van publieke instellingen en bleven daardoor subsidie ontvangen. Dit leidde ertoe dat er eigenlijk alleen in naam iets veranderde. De kerken bleven regionaal georganiseerd. Wel was er een landelijk forum waarin organisatorische en theologische geschillen konden worden besproken en opgelost.

## Nazisme

### Opkomst
Veel protestanten stemden bij de verkiezingen in 1932 en 1933 op de NSDAP. De protestantse kerken wezen de ideeën van het nationaalsocialisme niet principieel af. Het idee van een sterke autoriteit en een hechte band tussen troon en altaar had diepe wortels in het Duitse protestantisme. Ook moesten veel protestanten niet veel hebben van de democratische Weimarrepubliek.
Een beperkt aantal protestanten, zoals Karl Barth en Dietrich Bonhoeffer, maakte bezwaar tegen de nazi's op morele en theologische gronden. Zij konden zich niet verzoenen met het idee van de nazi's van totale controle over de mens. In het christendom behoort de uiteindelijke soevereiniteit alleen aan God.

### Deutsche Christen
Binnen de protestantse kerk waren de Deutsche Christen actief, een pressiegroep die de ideeën van de nazi's aanhing. De groep ontstond in een reactie op de sociale en politieke spanningen aan het einde van de Eerste Wereldoorlog. Er was ook een aantal andere factoren waardoor deze beweging op veel aanhang onder christenen kon rekenen. Dat was onder andere het vierhonderdjarige jubileum van het begin van de reformatie toen Maarten Luther in 1517 95 stellingen formuleerde. Bij deze herdenking in 1917 lag de nadruk op het Duitse nationalisme en werd het gebruikt om het heersende antisemitisme te legitimeren. Luther was namelijk aan het einde van zijn leven uitgegroeid tot fel antisemiet. Andere factoren waren de opkomst en hernieuwde aandacht voor volkstradities  en het tonen van respect voor een tijdelijke seculiere regering zoals dit door Maarten Luther op grond van de Bijbel verdedigd was.

### Strijd om leiderschap
In april 1933 ging het leiderschap van de protestantse raad akkoord met de vestiging van een nationale kerk, de Deutsche Evangelische Kirche (DEK). Dit was al langere tijden een van de doelen van de Deutsche Christen. Het paste ook bij het nazi-proces van de Gleichschaltung, bekend als nazificatie. De Deutsche Christen vroegen of Ludwig Müller, Hitlers adviseur voor religieuze zaken, de eerste bisschop van de kerk wilde worden. Müller had weinig politieke steun binnen de kerk en was niet gekwalificeerd voor de functie. Daarom werd in mei 1933 Friedrich von Bodelschwing gekozen als bisschop van de kerk. Hitler was woest omdat zijn kandidaat niet gewonnen had. Na een serie van politieke manoeuvres werd Müller op 27 september 1933 alsnog gekozen. De nazi's zetten hun propaganda-apparaat in om bij kerkverkiezingen kandidaten van de Deutsche Christen gekozen te laten worden, zodat zij de synode zouden domineren en Müller alsnog gekozen zou worden. Hitler deed zelfs per radio een persoonlijk beroep op de protestanten. Op vier kerkprovincies na schaarde iedereen zich bij de verkiezingen achter Müller.
In juli 1933 werd de Arische paragraaf aangenomen. Daardoor werden leden met een Joodse achtergrond uitgesloten, maar ook leden die met een niet-Ariër getrouwd waren. Een deel van de kerk kon zich niet vinden in deze paragraaf. Onder leiding van Martin Niëmoller verenigde zij zich in de Pfarrernotbund. 
Deze organisatie was aanvankelijk opgericht om kerkleden met een Joodse achtergrond bij te staan, maar groeide al snel uit in een beweging die elke bemoeienis van de nazi's aangaande kerkelijke kwesties afwees. De bezwaren werden niet zozeer opgeworpen uit morele overwegingen, gevoed door het antisemitisme van de nazi's, maar eerder door het ingrijpen van de nazi's in kerkpolitieke zaken. Het conflict ging dus vooral over de scheiding van kerk en staat en over de mate van autonomie die de kerk zou moeten hebben.
De protestantse Kerk in Duitsland telde ongeveer achttienduizend predikanten. Drieduizend van hen rekenden zich tot de Bekennende Kirche en drieduizend van hen tot de Deutsche Christen. De andere twaalfduizend behoorden tot geen van beide groepen.

### Bijeenkomst Deutsche Christen
Op 13 november 1933 was er een bijeenkomst van de Deutsche Christen in het Berliner Sportpalast. De sprekers lanceerden daar een aantal ideeën:
- De verwijdering van alle predikanten met bezwaren tegen het nationaalsocialisme
- De uitsluiting van leden met een joodse achtergrond, die mogelijk ondergebracht konden worden in een aparte kerk.
- De implementatie van de Arische paragraaf in de kerk wereldwijd
- De verwijdering van het Oude Testament uit de Bijbel
- De verwijdering van niet-Duitse elementen in de eredienst.
- Het adopteren van een meer heroïsche en positieve interpretatie van Jezus, die meer zou moeten worden neergezet als iemand die in opstand kwam tegen corrupte joodse invloeden.

De bijeenkomst had een weerslag op de Deutsche Christen, omdat het veel kerkleden nu duidelijk werd dat de nazi's niet alleen wilden ingrijpen in de organisatie en het beleid van de kerk, maar ook in de meest centrale theologische dogma's. Hitler voelde deze bezwaren beter aan dan Ludwig Müller. Deze ging door met het ontslaan en overplaatsen van predikanten die behoorden tot de Pfarrernotbund. In april 1934 werden Theophil Wurm en Hans Meiser, bisschoppen van de landeskirche in respectievelijk Württemberg en Beieren ontslagen en onder huisarrest geplaatst, omdat zij weigerden zich met hun kerkprovincie in de nieuwe Deutsche Evangelische Kirche te voegen. Het optreden van Müller zorgde ervoor dat meer kerkleden en predikanten werden gedreven in de richting van de Bekennende Kirche.

### Theologische verklaring van Barmen
In mei 1934 kwamen leden van de Bekennende Kirche bij elkaar in Barmen. Zij wezen daar Müller af als leider en stelden dat zij en hun kerken de ware Deutsche Evangelische Kirche waren. Tijdens de bijeenkomst werd ook de Theologische verklaring van Barmen aangenomen. Deze verklaring was grotendeels door Karl Barth opgesteld en bevestigde dat de Duitse kerk geen orgaan van de staat was en dat de controle van de staat over de kerk een valse doctrine was. Vanaf dat moment ging de Bekennende Kirche ook verder als zelfstandige kerk.
De bijeenkomst van de Deutsche Christen was uitgelopen op een publieke catastrofe, omdat zij in hun 25-punten hadden staan dat de vrijheid van religie zou blijven gewaarborgd. Hitler probeerde iets aan de situatie te doen en hief het huisarrest van Wurm en Meiser op. Ook zette hij de Gleichschaltung tijdelijk stil en creëerde een nieuw ministerie van Kerkzaken. Dit kwam onder het beheer van Hanns Kerrl, een advocaat en vriend van Hitler. Kerrl had meer tact dan Müller. Hij stelde een verzoeningscommissie aan onder leiding van de onpartijdige Wilhelm Zoellner. De  Bekennende Kirche werkte in het algemeen mee met de commissie, maar bleef bij het standpunt dat zij, en niet de Deutsche Reichskirche, de ware Deutsche Evangelische Kirche was.

### Confrontatie
In 1936 richtte de Bekennende Kirche zich met een manifest tot Hitler. In het manifest werd geprotesteerd tegen anti-christelijke uitlatingen, tegen het antisemitisme en tegen de bemoeienis door het regime met kerkelijk interne zaken. De nazi's reageerden door honderden predikanten te arresteren, kerkelijke fondsen in beslag te nemen en een verbod op collectes in te stellen. Zij martelden Friedrich Weißler dood. Weißler was een protestantse advocaat met een joodse achtergrond en had geadviseerd bij het opstellen van het document. Hij was het eerste dodelijke slachtoffer als gevolg van het conflict tussen de Bekennende Kirche en de nazi's.
Zoellner trad op 12 september 1937 terug als hoofd van de kerkelijke verzoeningscommissie omdat de Gestapo hem de toestemming had geweigerd enkele gevangenen te bezoeken. Martin Niemöller werd uiteindelijk in 1937 gearresteerd nadat hij in een preek Hitler te fel had bekritiseerd. Hij verbleef zeven jaar in concentratiekampen, maar overleefde de oorlog. Anderen, waaronder Dietrich Bonhoeffer, overleefden niet. Veel kerkleiders werden opgesloten en daarom bleven veel van de leden van de Bekennende Kirche achter zonder echt leiderschap. Een klein aantal leden waagden hun leven door Joden onderdak te bieden en/of te helpen vluchten. Het grootste deel van de kerkleden was echter bang voor het regime en bood daardoor weinig verzet. Een van diegenen die zich wel uitsprak was Hans Ehrenberg, een predikant die zelf van Joodse afkomst was.
De Bekennende Kirche is daarom ook later met enige regelmaat bekritiseerd omdat zij te weinig verzet zou hebben geboden en te weinig voor de Joden zou hebben gedaan.

## Laatste jaren
De Bekennende Kirche werd nu door het nazi-bewind vervolgd, maar bleef gedurende de oorlogsjaren bestaan, zij het zonder belangrijke leiders. In 1945, nadat de geallieerde overwinnaars de Bekennende Kirche hadden erkend als verzetsorganisatie, zetten leiders ervan zich in voor de totstandkoming van de Stuttgarter Schuldbekenntnis en droegen vertegenwoordigers bij aan de grondslag van de nieuwe Evangelische Kerk in Duitsland.